# Parma Associazione Sportiva 1941-1942
Questa pagina raccoglie le informazioni riguardanti il Parma Associazione Sportiva nelle competizioni ufficiali della stagione 1941-1942.

## Stagione
Bellissima ma amara la stagione 1941-42, guidata ancora da Alfredo Mattioli la squadra crociata ha disputato un super campionato di Serie C, seconda con 47 punti, due in meno della Cremonese, le due squadre hanno dominato il girone B, da sottolineare le prestazioni di Luciano Degara autore di 28 reti in 28 partite di campionato.
La mano magica dell'allenatore parmense si vede. Per lui parlano i fatti, 89 le reti messe a segno, contro le comunque tante 85 dei cremonesi, oltre ai 28 centri di Luciano Degara vi sono i 17 di Bruno Porcelli, le 15 marcature di Venuto Lombatti, le 10 del sudamericano Ricardo Frione. Eppure nonostante le venti vittorie, i sette pareggi e le sole tre sconfitte, c'è chi riesce a fare meglio del Parma, ed è la Cremonese, che va così a disputare il girone finale ed a ottenere la meritata promozione in Serie B.

## Organigramma societario
Area direttiva
- Presidente:  Giuseppe Scotti
- Segretario:  Gino Camorali

Area tecnica
- Allenatore:  Alfredo Mattioli

## Rosa
| N. |                    | Ruolo | Calciatore             |
| -- | ------------------ | ----- | ---------------------- |
|    | Italia (bandiera)  | C     | Efrem Arapi            |
|    | Italia (bandiera)  | A     | Pietro Bertoli         |
|    | Italia (bandiera)  | C     | Mario Bocchi           |
|    | Italia (bandiera)  | D     | Mario Bonini           |
|    | Italia (bandiera)  | C     | Amedeo Cattani         |
|    | Italia (bandiera)  | D     | Piero Cavasonza        |
|    | Italia (bandiera)  | D     | Alfredo Dall'Aglio     |
|    | Italia (bandiera)  | A     | Luciano Degara         |
|    | Italia (bandiera)  | A     | Giuseppe Carlo Ferrari |
|    | Uruguay (bandiera) | A     | Ricardo Frione         |
|    | Italia (bandiera)  | P     | Corrado Giovannini     |

| N. |                   | Ruolo | Calciatore        |
| -- | ----------------- | ----- | ----------------- |
|    | Italia (bandiera) | D     | Gino Giuberti     |
|    | Italia (bandiera) | D     | Aristide Griffith |
|    | Italia (bandiera) | C     | Venuto Lombatti   |
|    | Italia (bandiera) | A     | Enzo Loni         |
|    | Italia (bandiera) | A     | Ennio Mainardi    |
|    | Italia (bandiera) | C     | Vittorio Pavarani |
|    | Italia (bandiera) | C     | Fortunato Pesenti |
|    | Italia (bandiera) | C     | Guido Ponzi       |
|    | Italia (bandiera) | A     | Bruno Porcelli    |
|    | Italia (bandiera) | P     | Enzo Romano       |
|    | Italia (bandiera) | D     | Leo Trovati       |

## Risultati

### Serie C (Girone B)

#### Girone di andata
| Arbitro: | Rosso (Casale Monferrato) |

|  |           |                         |
|  | Marcatori | 13’ Lombatti 69’ Degara |

| Arbitro: | Autorino (Roma) |

|                                    |           |                              |
| Lombatti 22’ Degara 76’ Frione 78’ | Marcatori | 75’ (aut.) Romano 80’ Misani |

| Arbitro: | Quarantini (Mantova) |

|             |           |            |
| Maestri 62’ | Marcatori | 76’ Frione |

| Arbitro: | Buratti (Milano) |

|                |           |                  |
| Degara 51’ 72’ | Marcatori | 56’ 77’ De Carli |

| Arbitro: | Cipriani (Milano) |

|  |           |                              |
|  | Marcatori | 46’, 57’ Degara 55’ Porcelli |

| Arbitro: | Matucci (Seregno) |

|                                  |           |                         |
| Degara 1’, 15’, 43’ Lombatti 13’ | Marcatori | 50’ Allegri 61’ Ziletti |

| Arbitro: | Calvari (Milano) |

|                |           |                                                |
| Borghi 30’ 91’ | Marcatori | 40’ Lombatti 61’, 85’ Ferrari 63’ (aut.) Collo |

| Arbitro: | Carpani (Milano) |

|                                             |           |                             |
| Degara 8’, 10’ Frione 16’, 80’ Porcelli 88’ | Marcatori | 40’ Checchetti 89’ Riccardi |

| Lecco 21 dicembre 1941 9ª giornata | Lecco              | 0 – 0 | Parma | Campo di Via Cantarelli\| Arbitro: \| Caprioli (Mantova) \| |
| Arbitro:                           | Caprioli (Mantova) |       |       |                                                             |

| Arbitro: | Camiolo (Milano) |

|            |           |  |
| Degara 31’ | Marcatori |  |

| Arbitro: | Rossi (Milano) |

|                               |           |  |
| Frione 20’ Ferrari 30’ (rig.) | Marcatori |  |

| Arbitro: | Tassini (Verona) |

|             |           |                              |
| Romitti 42’ | Marcatori | 40’, 76’ Porcelli 71’ Degara |

| Arbitro: | Cicardi (Lecco) |

|                                                                         |           |  |
| Bertoli 3’, 30’ Frione 36’ Porcelli 61’ Ferrari 66’ (rig.) Lombatti 69’ | Marcatori |  |

| Arbitro: | Di Pasquale (Varese) |

|                                              |           |                                             |
| Ravetta 72’ Cavasonza 75’ (aut.) Scolari 90’ | Marcatori | 18’, 26’, 70’, 74’ Degara 23’, 40’ Lombatti |

| Arbitro: | Carpani (Milano) |

|                                            |           |                |
| Ferrari 40’ (rig.) Frione 52’ Porcelli 71’ | Marcatori | 5’ 10’ Pedrani |

#### Girone di ritorno
| Arbitro: | Magelli (Modena) |

|                                                                 |           |  |
| Lombatti 10’, 55’ Degara 13’, 79’ Ferrari 50’ Porcelli 84’, 89’ | Marcatori |  |

| Arbitro: | Di Pasquale (Varese) |

|  |           |            |
|  | Marcatori | 87’ Degara |

| Arbitro: | Piglione (Reggio Emilia) |

|                                                                |           |                                   |
| Ferrari 1’ Degara 17’, 77’, 79’ Lombatti 25’, 74’ Porcelli 57’ | Marcatori | 29’ Scapini 39’ (aut.) Dall'Aglio |

| Arbitro: | Silvano (Torino) |

|              |           |                    |
| De Carli 11’ | Marcatori | 44’ (rig.) Ferrari |

| Arbitro: | Bernardi (Bologna) |

|                            |           |            |
| Ponzi III 36’ Porcelli 78’ | Marcatori | 68’ Biella |

| Arbitro: | Cipriani (Milano) |

|             |           |              |
| Zanotti 71’ | Marcatori | 87’ Lombatti |

| Arbitro: | Del Nobolo (Milano) |

|                                                 |           |            |
| Loni 16’, 40’, 49’ Porcelli 41’, 80’ Degara 43’ | Marcatori | 28’ Pagani |

| Arbitro: | Venutti (Trieste) |

|                                     |           |                         |
| Cecconi 2’ Tavellin 54’ Facchin 87’ | Marcatori | 26’ Frione 76’ Giuberti |

| Arbitro: | Sverzellati (Piacenza) |

|                                                       |           |            |
| Lombatti 26’ Frione 46’ Colombo 59’ (aut.) Bocchi 77’ | Marcatori | 10’ Piazza |

| Arbitro: | Andreoni (Milano) |

|              |           |           |
| Bonesini 83’ | Marcatori | 9’ Degara |

| Arbitro: | Fois (Roma) |

|                               |           |  |
| Bramanti 49’ Bonizzoni II 51’ | Marcatori |  |

| Arbitro: | Mondani (Milano) |

|                           |           |                                      |
| Lombatti 27’ Porcelli 80’ | Marcatori | 31’, 66’ Romitti 40’ (rig.) De Negri |

| Arbitro: | Matucci (Seregno) |

|                    |           |                                            |
| Lorenzetti 13’ 46’ | Marcatori | 42’ Porcelli 65’ Frione 86’ (rig.) Ferrari |

| Arbitro: | Magnoni (Milano) |

|                                             |           |            |
| Porcelli 42’, 44’, 68’ Degara 53’, 72’, 77’ | Marcatori | 54’ Del Bo |

| Arbitro: | Bogetti (Torino) |

|          |           |              |
| Fava 76’ | Marcatori | 21’ Lombatti |